# Піттстаун (Нью-Йорк)
Піттстаун (англ. Pittstown) — місто (англ. town) в США, в окрузі Ренсселер штату Нью-Йорк. Населення — 5540 осіб (2020).

## Історія
Одне з найстаріших міст округу. Засноване 1788 року за патентом, виданим 1761-о року.

## Демографія
Згідно з переписом 2010 року, у місті мешкало 5735 осіб у 2131 домогосподарстві у складі 1618 родин. Було 2319 помешкань
Расовий склад населення:
| - 97,4 % — білих - 0,5 % — корінних американців - 0,5 % — чорних або афроамериканців - 0,5 % — азіатів |

До двох чи більше рас належало 1,0 %. Частка іспаномовних становила 1,0 % від усіх жителів.
За віковим діапазоном населення розподілялося таким чином: 24,0 % — особи молодші 18 років, 63,4 % — особи у віці 18—64 років, 12,6 % — особи у віці 65 років та старші. Медіана віку мешканця становила 41,7 року. На 100 осіб жіночої статі у місті припадало 99,5 чоловіків; на 100 жінок у віці від 18 років та старших — 98,1 чоловіків також старших 18 років.
Середній дохід на одне домашнє господарство становив 89 848 доларів США (медіана — 79 698), а середній дохід на одну сім'ю — 98 852 долари (медіана — 86 803). Медіана доходів становила 55 000 доларів для чоловіків та 47 813 долари для жінок. За межею бідності перебувало 6,3 % осіб, у тому числі 7,9 % дітей у віці до 18 років та 0,5 % осіб у віці 65 років та старших.
Цивільне працевлаштоване населення становило 2930 осіб. Основні галузі зайнятості: освіта, охорона здоров'я та соціальна допомога — 29,7 %, виробництво — 10,5 %, роздрібна торгівля — 10,0 %.